# Abdallah Lahoucine
Abdallah Lahoucine (arab. ‏عبد الله الحسين‎, ur. w 1935 w Imdaougal) – marokański kolarz szosowy, uczestnik letnich igrzysk olimpijskich.
Lahoucine reprezentował Maroko na letnich igrzyskach olimpijskich podczas igrzysk 1960 w Rzymie. Wystartował w jeździe drużynowej na czas razem z Mohamedem El Gourchem, Mohamedem Ghandorą i Ahmedem Omarem. Marokańczycy zajęli wówczas 19. miejsce spośród 32 reprezentacji. Lahoucine brał także udział w wyścigu indywidualnym ze startu wspólnego, który ukończył na 57. miejscu.